# حریرامپور
حریرامپور (به لاتین: Harirampur) یک منطقهٔ مسکونی در بنگلادش است که در ناحیه منیک‌گنج واقع شده‌است. حریرامپور ۲۴۵٫۴۲ کیلومتر مربع مساحت و ۱۵۶٬۳۲۶ نفر جمعیت دارد.